# Майкл Тарвер
Тайрон Эванс (англ. Tyrone Evans, род. 8 марта 1977, Акрон, Огайо) — американский рестлер. Наибольшую известность получил, выступая в World Wrestling Entertainment на бренде RAW как часть группировки Нексус под именем Майкл Тарвер (англ. Michael Tarver). Был участником первого сезона NXT.

## Карьера в рестлинге

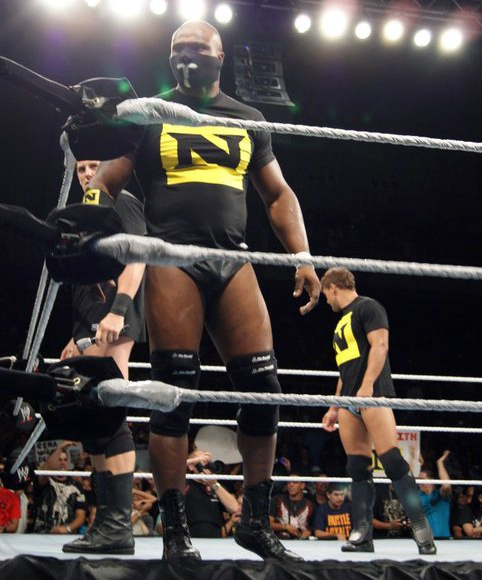
Тарвер в составе Нексуса

### World Wrestling Entertainment (2008—2011)

#### FCW (2008—2010)
В 2008 году Эванс подписал контракт с WWE и был отправлен в FCW. В FCW он выступал под именем Тайрон Джонс. В 2009-м Эванс сменил имя на «Майкла Тарвера».

#### NXT (2010)
16-го февраля 2010 года было объявлено, что Тарвер будет участвовать в первом сезоне NXT. Наставником Тарвера стал Карлито. На вступительном эпизоде NXT Карлито и Тарвер проиграли Кристиану и Хиту Слейтеру. 11-го мая Тарвер выбыл из NXT.

#### RAW (2010)
На шоу RAW 7-го июня Тарвер в числе других участников первого сезона NXT (Уэйд Барретт, Даррен Янг, Дэвид Отунга, Джастин Гэбриел, Скип Шеффилд и Дэниел Брайан) вмешался в матч Джона Сины и СМ Панка, побив обоих рестлеров, комментаторов, а также сломав аппаратуру. 14-го июня новички потребовали контракты с RAW от Генерального менеджера — Брета Харта. Получив отказ, они избили его. Вскоре, Винс МакМэхон отругал и уволил Харта. Появился новый «анонимный» Генеральный менеджер, который раздал новичкам контракты и они стали называть себя «Nexus». Новички продолжили сеять разрушения. Завязалась вражда между Нексусом и Джоном Синой. На одном из шоу RAW состоялся six-on-one handicap матч, в котором Нексус победили Сину. На ППВ SummerSlam 2010 Нексус проиграли команде Сины (Эдж, Крис Джерико, R-Truth, Джон Моррисон, Дэниел Брайан и Брет Харт в seven-on-seven elimination tag team матче. Тарвер был выбит вторым в составе Нексуса (Джоном Моррисоном). В свой первый день в Нексусе Джон Сина напал на Тарвера. Майкл получил травму и должен был прекратить выступления и выбыл из состава группировки.

#### Возвращение в FCW, появление за кулисами (2010—2011)
26-го декабря Тарвер вернулся в FCW и победил Донни Марлоу. Оправившись от травмы, Тарвер стал появляться за кулисами RAW и SmackDown!, но не выступал, по прежнему выступая в FCW.

#### Уход из WWE и его последствия
13-го июня Тарвер был уволен из WWE. 29-го июля 2011 года Тарвер написал на Твиттере сообщение, в котором рассказывает, что закончил свою карьеру досрочно из-за Джона Сины, который ударил его и Дэвида Отунгу стулом, когда этого не было запланировано заранее. Он утверждает, что пытался использовать руки для защиты лица от стула, в результате чего его серьёзно травмировало. Далее говорится, что Сина большая суперзвезда, но не очень хороший человек, из-за которого Тарвер теперь не может сделать дальнейшую карьеру в борьбе. Далее Тарвер пережил небольшую перепалку с фанатами Сины в социальных сетях Твиттер и Фейсбук. Со стороны вторых посыпались обвинения во лжи, а затем переход на оскорбления личности Тарвера, в результате которых было возбуждено уголовное дело, которое впрочем сам Тарвер и отозвал. После чего о Тарвере ничего не было слышно вплоть до 2012 года, когда состоялся музыкальный поединок между Дуэйном «Скалой» Джонсоном и Джоном Синой. Тарвер оставил Сине видео ответ в стиле репа на Ютубе, впрочем ни Сина, ни WWE не обратили на это внимание.

## Стиль

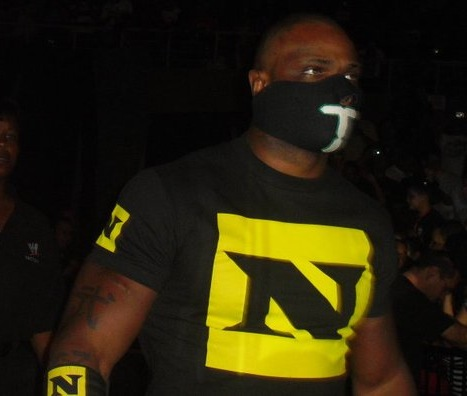

Коронные приёмы
- Kill Shot[14][15]
- Tarver’s Lightning[16][17][18]

Любимые приёмы
- Multiple jabs
- Overhead belly to belly suplex
- Belly to belly suplex
- Full nelson suplex
- Scoop slam
- Spinebuster

## Титулы и достижения
Pro Wrestling Xpress
- PWX Brass Knuckles чемпион (1 раз)

Main Event Wrestling League
- MEWL Heavyweight чемпион (1 раз)

Pro Wrestling Illustrated
- Фьюд года (2010) — Нексус против WWE
- Самый ненавистный рестлер года (2010) — как часть Нексуса
- PWI ставит его под № 343 в списке 500 лучших рестлеров 2010 года

World Wrestling Entertainment
- Slammy Award for Shocker of the Year (2010) — дебют Нексуса